# 重賞メモリアル
重賞メモリアル（じゅうしょうメモリアル）とは、グリーンチャンネルで放送される番組である。

## 概要
その週に開催される中央競馬の重賞競走の過去のレース映像を放送する番組。障害競走の重賞は放送されない。
1時間でその週に開催される全ての重賞競走を放送するので、放送できるレース数は限られるが、競走ごとに何年遡って放送するかは、格付けや放送尺によって異なる。このため、放送されるレース年度については、番組ホームページやEPGで確認する必要がある。

## 放送時間
時間表記はすべてJST。
- 本放送
  - 毎週日曜日：23:00 - 24:00
- 再放送
  - 月曜日：16:00 - 17:00, 24:00 - 25:00
  - 火曜日：18:00 - 19:00, 24:00 - 25:00
  - 木曜日：19:00 - 20:00
  - 金曜日：12:00 - 13:00, 16:00 - 17:00